# 月光嗜好症
『月光嗜好症』（げっこうしこうしょう）は宝野アリカと片倉三起也による日本の音楽ユニット、ALI PROJECTのアルバム。
ALI PROJECT初のストリングスアルバム。楽曲のすべてが弦楽器での演奏となっている。よって過去の楽曲もストリングスアレンジが加えられた別のバージョンとなっている。その名の通り、月をタイトルに含んだ楽曲が多く見られる。ジャケットには日本語の下に英語でのタイトルがあり、「Moonlight Intoxication」とある。後のストリングスアルバムは徳間ジャパンコミュニケーションズから発売されているが、本アルバムのみレーベルが異なる（2007年現在）。タイトルは、稲垣足穂の『天体嗜好症』と類似する。

## 収録曲
1. 月光ソワレ (instrumental)
ALI PROJECTは、2002年から本楽曲と同名のストリングス・コンサートを開いている。
2. 紅い睡蓮の午後 (Strings Arrange)
原曲は幻想庭園に収録されている。
3. プラトニック
4. ナルシス・ノワール (Strings Arrange)
原曲はNoblerotに収録されている。
5. 桜の花は狂い咲き (Strings Arrange)
原曲は幻想庭園、CLASSICSに収録されている。
6. コッペリアの柩 (Strings Arrange)
多数のバージョンが存在する楽曲であるが、本アルバムに収録されているのは上述の通りストリングスアレンジが加えられたもの。コッペリアも参照のこと。
7. 月のなかの少女 (instrumental)
原曲はNoblerotに収録されている「Rose Moon」。片倉のソロアルバム、「Lento」に収録されているものとは少し異なる。
8. 星月夜 (Strings Arrange)
エコエコアザラクIIの主題歌。最初に発売されたシングルに原曲が収録されているが、現在では入手困難。再発盤（シングル）は「ZAZOU Records」からのみのリリース。
9. 共月亭で逢いましょう (Strings Arrange)
原曲はシングル「恋せよ乙女」のカップリング曲である。
10. Feliciter

## 参加ミュージシャン
- 全作詞：宝野アリカ
- 全作曲：片倉三起也
- 編曲：斉藤聡(M2,M3,M4,M9)、平野義久(M1,M8,M10)、渡辺剛(M6,M7)、山田武彦(M5)
- Violin：Tsuyoshi Watanabe、Yuh Sugino、Hirokazu Koizumi、Hitoshi Kon-no(今野均)、Daisuke Kadowaki(門脇大輔)、Yuki Akiyoshi(秋吉由紀)、Rinko Kishi、Yayoi Tsukamoto(塚本弥生)、Yumi Tokunaga(徳永友美)、Kiyoka Sasaki(佐々木清香)
- Viola：Keiko Shiga(志賀恵子)、Rika Morozumi(両角里香)、Ema Anbo(安保惠麻)
- V.Cello：Udai Shika(四家卯大)、Yoshihiko Maeda(前田善彦)、Masashi Abe(阿部雅士)
- Bass：Kazuhiro Tanabe(田辺和弘)、Ippei Kitamura(北村一平)

## クレジット
| Performed by ALI PROJECT      | Performed by ALI PROJECT                                            |
| ----------------------------- | ------------------------------------------------------------------- |
| Produced & Directed by        | Mikiya Katakura                                                     |
| Engineered by                 | Jiro Takita                                                         |
| Mastering Engineered by       | Yoichi Aikawa(相川洋一)（R.S.M.）                                   |
| Recorded at                   | TAI ST.(SKYART Ltd.)                                                |
| Recorded at                   | STUDIO ATOMZ                                                        |
| Recorded at                   | FLAMINGO STUDIO                                                     |
| Recorded at                   | ZAZOU MUSIC SHED                                                    |
| Art Directed by               | Arika Takarano                                                      |
| Photographs of ALI PROJECT by | Tahei Tsukuda(佃太平)                                               |
| Other photographs & Design by | Nobuya Okamura                                                      |
| Stylist                       | SHOJO-KIZOKU(少女貴族)                                              |
| A&R                           | Seiji Shirasaki（ATMARK CORPORATION）                               |
| A&R Desk                      | Ayuko Fukuma（ATMARK CORPORATION）                                  |
| Sales Promotion               | Kenji Shirasaki、Ken-ichi Noguchi、Motoyuki Kubo、                  |
| Sales Promotion               | Seiichi Hasegawa、Chiharu Nitta、Ayako Makino（ATMARK CORPORATION） |
| Supervisor                    | Nobumitsu Asai(浅井信光)（ATMARK CORPORATION）                      |
| Executive Producers           | Yoshiaki Kobayashi（ATMARK CORPORATION）                            |
| Executive Producers           | Tetsuya Hirosue（ATMARK CORPORATION）                               |
| President                     | Masami Sugibayashi(杉林正己)（Boris Vian）                          |
| Special Thanks to             | Yasuyuki Ohbuchi(大渕康之)（Nine Pictures）                         |
| Special Thanks to             | Makoto Sugimoto(杉本真)（Backstage Project）                        |
| Special Thanks to             | Daisuke Ashizawa(芦沢大輔)（Moridaira Musical Inst. Co., Ltd.）     |
| Special Thanks to             | K-Jo(K嬢) / Cinnamon-Chan / Vampire Cafe / ALIPRO MANIA             |